# 新近性効果
新近性効果（しんきんせいこうか、英: recency effect、新近効果、リーセンシー効果、終末効果）とは、心理学の系列位置効果の一つで、情報を系列的に学習した際、最後（直近）に提示された項目が他の項目よりも想起されやすくなる現象、あるいは最後の情報が意思決定に大きな影響を与えることを指す。
ドイツの心理学者ヘルマン・エビングハウスが発表し、ソロモン・アッシュが広めたとされている。この効果は、即時自由再生課題（学習直後に想起する課題）において顕著に観察される。
系列の最初の方を思い出しやすい初頭効果と対比される概念。一般的に日本語では、英語のRecency effectから新近効果とすることが規範的とされるが、親近効果とされる場合もある。

## 概要
一般的に、二重記憶モデルに基づき、新近効果は初頭効果に比べ時間を置くことでなくなりやすい。
新近効果を説明する代表的な理論的枠組みとして、二重記憶モデル（Dual-Store Model）と単一記憶モデル（Single-Store Model）の2つの伝統的アプローチが存在する。さらに、新近効果は提示項目間隔や保持期間の絶対的長さではなく、比率ルール（Ratio Rule）によりその大きさが規定されることが報告されており、時間スケールに対して不変的な特性（時間スケール不変性）を示すことが知られている。
また、近年の研究では、新近効果の特性が認知疾患（アルツハイマー病など）の進行段階の診断補助指標となる可能性も示唆されている。

## 理論分類

### 二重記憶モデル
二重記憶モデルでは、記憶を短期記憶（STS）と長期記憶（LTS）という2つの貯蔵庫に区別し、系列位置効果（初頭効果および新近効果）を説明するモデルである。最後に提示された学習項目が人間の記憶において高いアクセス性（記憶における想起）を持つ短期記憶から取り出されると仮定しており、ここから直接引き出せるため、他の項目より容易に想起されるとされる。一方、リストの前半部分に提示された項目は、想起時に長期記憶から引き出す必要があるため、相対的に想起が困難になるとしている。
このモデルにおける重要な予測の一つは、リスト提示後、テストまでの保持期間中に注意をそらす課題（例えば10～30秒の算数課題）を挿入すると、新近効果が消失または弱まることである。この現象は、注意分散によって短期記憶に残っていた最後の項目が追い出され、想起時にはもはや長期記憶からの取り出しが必要となり、即時新近効果で得られる優位性が失われるからである。このように、二重記憶モデルは、即時再生時（ここにおける再生とは、記憶を取り出す。即ち、情報を思い出すことである。）の新近効果と、注意分散を伴う遅延再生条件における新近効果消失の両方を説明することができる。
しかし、このモデルでは、刺激間隔を広げ、連続的な注意分散課題を挟みながら学習した場合に観察される長期的新近効果（long-term recency effect）をうまく説明できない問題が指摘されている。長期的新近効果は、即時新近効果と類似した現象が、より長い時間スケールでも観察される事例を指し、これらが単一のメカニズムから説明可能であるか、別個のメカニズムを仮定すべきかは議論の余地がある。

### 単一記憶モデル
単一記憶モデルは、二重記憶モデルとは相反して、記憶を単一の貯蔵庫とみなし、系列位置効果を、時間的識別性や文脈的手がかりの変動性によって説明するモデルである。

#### 相対的な時間的識別性モデル
相対的な時間的識別性モデルでは、リスト項目間および想起までの遅延時間が項目間の弁別性を決定し、最近提示された項目は相対的に時間的手がかりで弁別しやすいため、想起が容易になると考える

#### 文脈的変動モデル
文脈的変動モデルでは、学習時の文脈が時間とともに変動し、想起時にはテスト時の文脈に近いエンコード文脈を持つ項目が有利になる、すなわち直近項目が強く想起されると説明される。
このような単一記憶モデルは、連続的な注意分散が存在する条件や、長期的な遅延再生条件においても新近効果が存在または減弱するパターンを、文脈の手がかりや時間的識別性を用いて説明することが可能である。

### 比率ルール
新近効果に関する重要な経験的知見として、保持期間（RI: Retention Interval、学習の終了からテスト開始までの記憶を保持する期間）や提示間隔（IPI: Inter-Presentation Interval）の絶対的長さよりも、それらの相対比率（RI/IPI比）が新近効果の大きさを決定する現象、比率ルール（Ratio Rule）があることが挙げられる。
比率ルールによれば、RIとIPIの比率が一定であれば、絶対的な時間経過にかかわらず新近効果が維持される。これは、短期・長期を問わず、さまざまな時間スケールで新近効果が観察され得る「時間スケール不変性」を示唆する。この観察結果は、短期記憶と長期記憶を明確に区別し、短期記憶の容量や項目置換ルールに依存すると考える二重記憶モデルにとって矛盾的であり、新たな理論モデルの必要性を示している。
例えば、2005年にデイヴラー（Davelaar）らは、即時新近効果（短期的新近効果）と長期的新近効果は別個のメカニズムを要し、文脈ドリフト（Contextual drift）を仮定することで、単一モデルでは説明困難な長期的新近効果を説明可能と主張している。

## 臨床における応用
新近効果やその比率特性は、認知機能変容に関する臨床的な観点からも注目されており、アルツハイマー病患者では、新近効果が健常者とは異なるパターンを示し、その変化が初期段階での診断指標として利用可能であることが報告されている。